# Département de General Belgrano (Chaco)
Pour les articles homonymes, voir Département de General Belgrano.
Le département de General Belgrano est une des 25 subdivisions de la province du Chaco, en Argentine. Son chef-lieu est la ville de Corzuela.
Le département a une superficie de 1 218 km2. Sa population s'élevait à 10 470 habitants au recensement de 2001.

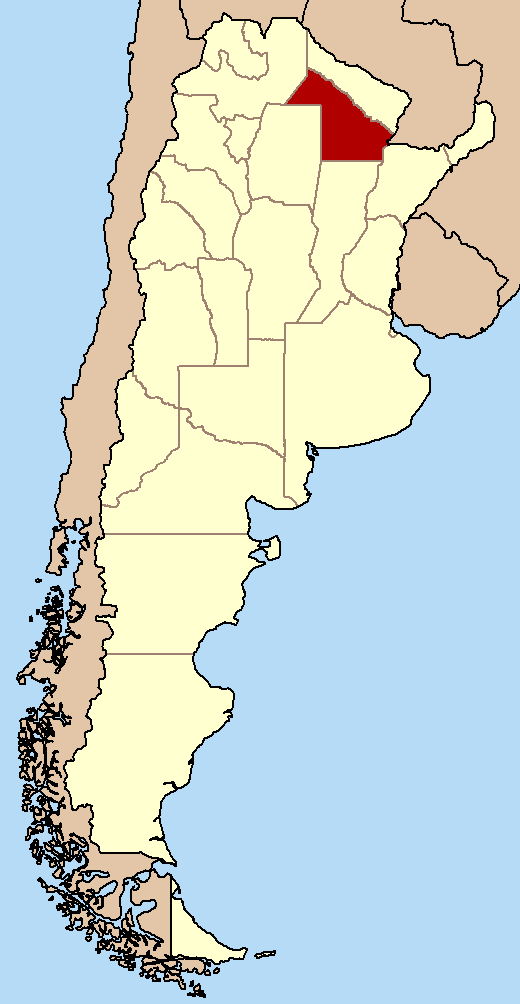
Localisation de la province du Chaco en Argentine.